# Omurca, Ulubey
Omurca là một xã thuộc huyện Ulubey, tỉnh Uşak, Thổ Nhĩ Kỳ. Dân số thời điểm năm 2010 là 672 người.